# Mattaberg
Mattaberg, är ett berg i Storumans kommun. Berget ligger strax norr om Blå vägen och toppen befinner sig 643 meter över havet.
Här finns också ett antal före detta kronotorp som Rörvik och Mattaberg. Dessa beboddes av torpare som hade till uppgift från kronan att bryta ny odlingsmark i närheten av de svenska fjällområdena. De gjorde också dagsverken på kronans mark, oftast betalades arrendet genom dagsverken.
Något hundratal meter väster om torpet Mattaberg löper odlingsgränsen i nord sydlig riktning.